# Tian Zhuangzhuang
Tian Zhuangzhuang (田壯壯T, 田壮壮S, Tián ZhuàngzhuàngP) (Pechino, aprile 1952) è un regista e produttore cinematografico cinese.

## Biografia
Tian nasce da due famosi attori, Tian Fang, attore degli anni '30 a capo della compagnia cinematografica Beijing Film Studio dopo il 1949, e Yu Lan, attrice, nella Pechino del 1952. Dopo un breve periodo in campo militare, Tian ha iniziato la sua carriera artistica prima come fotografo dilettante e poi come assistente direttore della fotografia alla Beijing Film Studio. Nel 1978, fu accettato alla Beijing Film Academy, dalla quale si è laureato nel 1982, insieme con i compagni Chen Kaige e Zhang Yimou. La classe laureata nel 1982 sarebbe diventata ben presto un collettivo dal quale nascerà il movimento della 'quinta generazione'.
Gli inizi della carriera di Tian sono segnati da documentari d'avanguardia misto film (On the Hunting Ground (1985), The Horse Thief (1986)) a quelli a stampo più commerciale (Li Lianying: The Imperial Eunuch (1991)). Nel 1991, Tian inizia a lavorare ad un genere epico ambientato in uno dei momenti più bui della Cina moderna. Il film, The Blue Kite (1993), lo costrinse ad una condanna di quasi dieci anni di esilio dall'industria cinematografica, fino al ritorno con Springtime in a Small Town (2001). Nel corso degli anni 2000, Tian Zhuangzhuang torna alla ribalta del cinema cinese, dirigendo film come The Go Master (2006) e il film d'azione storico The Warrior and the Wolf (2009). Per la messa al bando dopo l'uscita del suo The Blue Kite, Tian è emerso anche come un mentore per alcuni dei nuovi talenti del cinema cinese, e ha contribuito a produrre diversi film importanti per queste nuove generazioni di registi.

## Filmografia

### Regista

#### Lungometraggi
- Our Corner (1980)
- The Courtyard (1980)
- Red Elephant (1982)
- September (1984)
- On the Hunting Ground (1985)
- The Horse Thief (1986)
- Street Players (1987)
- Rock 'n' Roll Kids (1988)
- Unforgettable Life (1989)
- Li Lianying: The Imperial Eunuch (1991)
- The Blue Kite (1993)
- Springtime in a Small Town (2002)
- Delamu (2004)
- The Go Master (2006)
- The Warrior and the Wolf (2009)

### Doppiatore
- Jìyuántái qīhào, regia di Yonfan (2019)